# صندلی نقره‌ای
سرگذشت نارنیا: صندلی نقره‌ای (به انگلیسی: The Chronicles Of Narnia:The Silver Chair) نام چهارمین کتاب چاپ شده از هفت گانه سرگذشت نارنیا(۱۹۵۶–۱۹۵۰) در سال ۱۹۵۳ است که در تجدیدچاپ‌های جدید براساس گاه‌شماری درونی داستان‌ها، به ششمین کتاب دسته‌بندی شده‌است. انتشارات مک‌میلان آمریکا نیز نسخه‌ای اصلاح‌شده و آمریکایی از آن در همان سال کاری در ایالات متحده منتشر کرد. داستان نوشته‌ی سی. اس. لوئیس بوده و به‌دست جفری بلس انتشار یافت و توسط پائولین بِینز تصویرگری شده‌است که کارهای او در بسیاری از نسخه‌های چاپ بعدی محفوظ و پابرجا باقی مانده‌اند.
رمان بیشتر در سرزمین نارنیا، دهه‌ها پس از اتفاقات سفر کشتی سپیده‌پیما می‌گذرد درحالی که در انگلستان دهه ۴۰ میلادی کمتر از یک سال سپری شده است. پادشاه کاسپین دهم اکنون پیرمردی سالخورده شده و پسر و تنها وارث‌اش، شاهزاده ریلیان، مدتی‌ست مفقود شده‌است. اصلانِ شیر دو کودک را از انگستان سال ۱۹۴۲ میلادی با ماموریتی برای یافتن پسر کاسپین روانه‌ی نارنیا می‌کند. یکی از آن‌دو، یوستاس اسکراب از شخصیت‌های داستان پیشین است و دیگری همکلاسی او، جیل پُل می‌باشد که چندی‌ست در مدرسه شبانه‌روزی وحشتناکی به نام "خانه آزمودن"، مشغول تحصیل می‌باشند.
صندلی نقره‌ای به نیکولاس هاردی، فرزند کالین هاردی که از اعضای انجمن غیررسمی بحث ادبی اینکلینگز(کوره‌اخبار) دانشگاه آکسفورد حدفاصل دهه‌های ۳۰ و ۴۰ میلادی بود و دوست لوئیس و تالکین به‌شمار می‌رفت تقدیم شده‌است. این کتاب برای سریال‌کوتاه شش‌قسمته‌ای توسط بی‌بی‌سی اقتباس و در ۱۹۹۰ پخش شد.

## داستان
پس از وقایع داستان کشتی سپیده‌پیما، یوستاس اسکراب دچار تغییرات مثبت زیادی در شخصیت و رفتارش شده و طی همین دوران نیز او با دختری به اسم جیل پل(Jill Pole) در مدرسه شبانه‌روزی خانه آزمودن، برخورد کرده و هم‌صحبت می‌شود. این اتفاق زمانی می‌افتد که یوستاس، جیل را درحال مخفی شدن از دست قلدرهای مدرسه می‌یابد و برای دلداری دادن او شروع به تعریف داستان‌هایش در سرزمین نارنیا و رشادت‌هایی که در آنجا به ثمر رسانده، کرده و این ماجراها را دلیل تغییر شخصیت و رفتارش می‌داند. این تعریف تنها یوستاس را در دید جیل به هدف دیگری برای قلدرها تبدیل می‌کند آنچنان که این را به زبان آورده و به یوستاس گوشزد می‌کند که خیال‌پردازی حاصلی جز مسخره شدن و مورد قلدری قرار گرفتن ندارد. در میان صحبت‌های‌شان، قلدرهای مدرسه بالاخره آنها را پیدا کرده و دوره‌شان می‌کنند. یوستاس به جیل پیشنهاد می‌دهد تا از اصلان، شیر قدرتمند و کمک‌رسان نارنیا طلب کمک کنند و جیل نیز ناچار می‌پذیرد. نخست اتفاقی نمی‌افتد، اما زمانی که قلدرها با آن‌دو وارد درگیری می‌شوند دروازه‌ای جادویی بر آنان پدیدار شده و با فرار و عبور از آن درب، در کشور اصلان ظاهر می‌شوند.
در آنجا، دو کودک قصه که بر روی صخره‌ای ظاهر گشته‌اند، به شادی و خوشحالی از این نجات جادویی‌شان می‌پردازند و سپس جیل، شادانه و با خودنمایی شروع به قدم زدن بر لبه‌ی صخره می‌کند. یوستاس نگران افتادن جیل شده و سعی می‌کند او را از لبه‌ی صخره دور کند‌ اما درعوض باعث سقوط خودش از صخره می‌شود. در این لحظه، اصلان ظاهر شده و با دمیدن وزش بادی جادویی یوستاس را نجات داده و سوار بر آن باد به‌سوی نارنیا می‌فرستد. سپس به نزد جیل رفته و آن‌دو کودک را مأمور بر گشتن و یافتن پسر پادشاه کاسپین دهم، شاهزاده ریلیان که چند سال پیش در نارنیا مفقود شده می‌کند. اصلان به جیل چهار نشانه می‌دهد تا در این مسیر به آنها کمک کرده و راهنمای‌شان باشد و سپس سوار بر همان جریان باد، جیل پل را نیز راهی نارنیا می‌کند. او در نزد یوستاس که زودتر به محوطه‌ی قلعه‌ای بزرگ و باشکوه رسیده، فرود می‌آید. آنها شاهد مردی مسن و ضعیف می‌شوند که سوار بر کشتی از بندر کنار قلعه به‌سوی دریا روانه شده و سپس یوستاس با ناراحتی درمی‌یابد که آن پیرمرد در اصل پادشاه کاسپین دهم، از دوستان او در دیدار سابق‌اش از نارنیا بوده و با از دست دادن فرصت ملاقات با او، نخستین نشانه‌شان از اصلان را هم از دست داده‌اند. از حقایق دیگری که بر آنان هویدا می‌شود این است که ۵۰سال از آخرین حضور یوستاس در نارنیا می‌گذرد حال آنکه در دنیای خودشان در انگستان کمتر از تنها یک سال زمان سپری شده‌است. کاسپین نیز این سفر دریایی آخر را برای سر زدن به همان مناطقی که نیم‌قرن پیش با یوستاس و دیگران سفر کردند، به‌راه انداخته و عده‌ای بر این باورند که او می‌خواهد به کشور اصلان برسد تا از اصلان درمورد جانشین خود و کیستی پادشاه بعدی نارنیا بعد از مرگ‌اش سوال کند. کاسپین به‌واسطه‌ی کهولت سن رو به زوال و وخامت‌حال است و مردم و اطرافیان‌اش نگران‌اند که مدت زیادی به زنده ماندن او نمانده باشد.
لرد نایب‌السلطنه‌ی کاسپین، ترامپکین کوتوله که اکنون پیر و کم‌شنوا شده‌است؛ اتاق‌هایی برای استراحت جیل و یوستاس در کِر پاراول فراهم می‌سازد اما دو کودک با گوشزد گلیمفِدِر(پَرچراغی) جغد، از مأموریت‌شان چیزی به او نمی‌گویند. پس از این گلیمفدر آن‌دو را به شورایی از جغدهای همچون خودش سخنگو دعوت می‌کند جایی‌که بر کودکان آشکار می‌شود شاهزاده ریلیان حدود یک دهه قبل به‌دنبال تعقیب افعی سبز غول‌آسایی که مادرش را به قتل رسانده بود، ناپدید شده‌است.
جغدها آنها را به رفتن به‌سوی سرزمین‌های شمال نارنیا راهنمایی می‌کنند زیرا آن‌جا سرزمین غول‌های باستانی نارنیا می‌باشد. جیل و یوستاس با درک این مطلب، به‌سوی شمال نارنیا رهسپار شده و پس از راهپیمایی درازی به مرداب‌های آن منطقه می‌رسد. در آن مرداب‌ها، با راه‌بلدی که جغدها درباره‌اش سخن گفته بودند رودررو می‌شوند؛ مرداب-جُنبَکی ترشرو اما سرسخت به‌نام پادل‌گِلوم. آنها سفر خود را پس از رازی کردن پادلگلوم به راهبری‌شان، به‌سمت زمین‌های غول‌ها در شمال مرداب‌ها آغاز می‌کنند. پس از مدتی، گرسنه و خسته از درمعرض هوای مرداب‌ها قرار گرفتن، به بانوی سبز‌جامه‌ای می‌رسند که با شوالیه‌ای ساکت و سیاه‌زره همراهی می‌شد. آن بانو، سه مسافر ما را به مقداری دیگر پیمودن راه به‌سوی شمال برای رسیدن به هارفَنگ ترغیب کرد، جایی که به گفته‌ی او قلعه‌ی "غول‌های نجیب" بوده و آن غول‌ها به گفته‌ی بانو خوشحال می‌شوند که برای ضیافت پاییزه‌شان مهمان‌هایی داشته باشند. جیل و یوستاس مغلوب تصور راحتی و استراحت، بسیار مشتاق رفتن به هارفنگ می‌شوند اما پادل‌گلوم با سفر به هارفنگ مخالف و در ضدیت است. با اصرارهای فراوان، دو کودک پادل‌گلوم را راضی کرده و پس از پیمودن مسیری دور و دراز در هوای بسیار بد و نامساعد و پناه گرفتن در شکافی اسرارآمیز در دل کوه از دست برف و بوران، به هارفنگ می‌رسند و با خوش‌آمدگویی گرمی مواجه می‌شوند.
آن سه تن از منظره‌ی قلعه متوجه می‌شود که در آن طوفان برف و بوران، آن‌ها کورکورانه از خرابه‌های دِهــی متعلق به غول‌ها در روستای پایین‌دست عبور کرده‌اند و کودکان در می‌یابند بی اینکه بدانند دومین نشانه اصلان را نیز از دست داده‌اند. آنها همچنین بر روی جاده روستا کلمات حکاکی شده "در زیر من" را می‌بینند که از قضا نشانه سوم اصلان است. با خواندن دستور ویژه‌ی طبخ غذای ضیافت پاییزه از درون کتاب آشپزی که در آشپرخانه قلعه بود، متوجه می‌شود که این خودشان‌اند که قرار است خوراک ضیافت غول‌ها شوند و از این جهت پا به فرار از هارفنگ می‌گذارند. با دنبال کردن نشانه سوم، موفق می‌شوند خود را به غاری در زیر خرابه‌های دِه غول‌ها برسانند و مخفی شوند. اما در غار اوضاع عادی نمانده و بر اثر سُرخوردن و افتادن در شیب طویل و تاریکی، به درون دنیای‌زیرین می‌افتند. 
آنها توسط سپاهی از خاکزیــان زیرزمین‌نشین پیدا شده و سوار بر قایقی، از دل دریای بی‌خورشید زیرزمینی به شهری که توسط بانوی سبزجامه حکم‌رانی می‌شود برده می‌شوند. خود بانو در آن مکان حضور ندارد اما شاگرد و تحت‌الحمایه‌اش که مردی جوان است از آنها استقبال می‌کند. آن مرد پس از استقبال از ایشان، به مسافران می‌گوید که از یک سری حملات روان‌پریشانه در شباهنگام رنج می‌برد و در زمان وقوع این حمله‌ها، به دستور بانو باید به یک صندلی نقره‌ای بسته شود زیرا اگر آزاد باشد تبدیل به افعی سبزرنگ غول‌آسایی شده و هرکس را که پیش‌روی‌اش باشد می‌کشد. سه مسافر ما می‌پذیرند که در طی این عذاب مرد جوان همراه و شاهد و ناظرش باشند زیرا اینگونه می‌پندارند که این مسئله ممکن است راهگشای مأموریت‌شان باشد.  
اما پس از اینکه در شب جوان را به صندلی‌اش می‌بندند، تندخویی‌هایش به‌جای تلاش برای آزادی، بیشتر نشان‌دهنده‌ی ناامیدی ازبرای رهایی از این افسون و اسارت برآمده از آن است. پس از تهدیدهای بسیار، درنهایت جوان به التماس و تمنا می‌افتد که به نام اصلان او را رها سازند. با آورده شدن نام اصلان، کودکان این را نشانه چهارم قلمداد کرده و با شک‌وتردید او را آزاد می‌کنند به گمان اینکه شاید او شاهزاده ریلیان باشد. مرد جوان بلافاصله پس از رهایی صندلی نقره‌ای را نابود کرده و با شادی خلاصی از این افسون، به آن سه نفر اقرار کرده و اطمینان می‌دهد که بلاشک او شاهزاده ریلیان مفقودشده است و به‌عنوان بخشی از نقشه‌ی بانوی سبزجامه برای تسلط بر نارنیا، این سال‌ها را در زیر زمین زندانی افسون وی بوده.  
بانوی سبزجامه در این هنگام بازگشته و سعی در افسون‌کردن هر چهار نفر آنان با افسون فراموشی می‌کند اما پادل‌گلوم پابرهنه با لگد زدن به آتش افسونگری افسونگر، جادویش را خراب می‌کند. بانو خشمگین شده، خودش را به افعی سبزرنگ غول‌پیکری تبدیل کرده و به آنان حمله می‌کند اما ریلیان با کمک یوستاس و پادل‌گلوم وی را با علم به اینکه همان افعی غول‌آسایی‌ست که مادرش را سال‌ها قبل به قتل رسانده، می‌کشد. ریلیان پس از این راهنمایی مسافران را برای خروج از دنیای‌زیرین به‌عهده می‌گیرد و جلو می‌افتد. در این مسیر آ‌ن‌ها نوم‌های خاکزی را نیز دوباره ملاقات کردند که از قضا آنان نیز تحت افسون جادوگر سبز بودند و اکنون که با مرگ او جادویش نیز از بین رفته و آزاد شده‌اند، به خانه‌های خودشان در اعماق پایین‌تر زمین می‌روند؛ به سرزمینی به‌نام بیسم. یکی از آن نوم‌ها به ریلیان و همراهان ریشه‌ای را نشان می‌دهد که با دنبال کردن آن به سطح زمین و نزدیکی کر پاراول می‌رسند و آنها نیز با دنبال کردن آن مسیر، همزمان با بازگشت کاسپین از سفر دریایی‌اش به کر پاراول وارد می‌شوند. کاسپین بالاخره پس از ده سال موفق به یافتن فرزند گمشده‌اش می‌شود و در حضور همگان او را در آغوش می‌گیرد. اما این دیدار دوباره دیری نمی‌پاید چراکه کاسپین در آغوش ریلیان جان سپرده و از دنیا می‌رود. و این‌گونه می‌شود که در میان جمعیت گریان، ریلیان به‌عنوان پادشاه جدید نارنیا برگزیده می‌شود.  
پس از این اتفاق، اصلان بر کودکان ظاهر گشته و با تبریک به آنان برای موفقیت در مأموریت‌شان دوباره سوار بر آن وزش باد جادویی به‌سوی کشورش رهسپارشان می‌کند. هنگامی که دو کودک در ساحل کشور اصلان فرود آمده و اصلان را در آنجا می‌یابند، او جنازه‌ی کاسپین را درمقابل‌شان ظاهر می‌کند. اصلان یوستاس را امر می‌کند تا خاری را بر پنجه‌ی او بکشد، یوستاس چنین می‌کند و از زخم ایجاد شده قطرات خون اصلان بر بدن بی‌جان پادشاه فرو می‌ریزند. به ناگاه بدن پیر و فرتوت کاسپین جوان شده و جان دوباره‌ای می‌یابد. اصلان سپس به جیل و یوساتس می‌گوید گرچه آنان اکنون باید به دنیای خودشان و مدرسه شبانه‌روزی بازگردند، اما قول می‌دهد که پس از چند صباحی زندگی درآنجا دوباره به کشور اصلان این‌بار برای ماندن و اقامت کردن برمی‌گردند. اصلان به کاسپین اجازه می‌دهد که پیش از اقامت دائم‌اش در آنجا، برای مدتی کوتاه یوستاس و جیل را همراهی کند تا با هم به قلدرهای مدرسه درس خوبی بدهند. آن سه نفر به خانه آزمودن درست پس از غیب زدن کودکان برگشته و با ادب کردن قلدرها، آن مکان را به جای به‌غایت بهتری برای درس و زندگی تبدیل می‌کنند و سپس کاسپین به کشور اصلان باز می‌گردد.  
همزمان در نارنیا، ریلیان پدرش به خاک سپرده و برای او عزاداری می‌کند. از آن به بعد قلمرو نارنیا سال‌های سال را به خوبی خوشی می‌گذراند، با این حال پادل‌گلوم اغلب این نکته را یادآوری می‌کند که:«سپیده‌دم‌های روشن و مطلوب بعدازظهرهای خیس و ناخوشایند را به همراه دارند و نمی‌توان انتظار داشت که خوبی و خوشی تا ابد دوام داشته باشند».  

## شخصیت‌ها
جیل پُل – از دانش‌آموزان مدرسه خانه آزمودن که پس از اینکه توسط یوستاس به حال گریان و پنهان‌شده از دست قلدرهای مدرسه پیدا می‌شود، با وی دوست و هم‌صحبت می‌شود.
یوستاس اسکراب – از شخصیت‌های رمان پیشین، سفر کشتی سپیده‌پیما، که پسرعموی کودکان پِوِنسی شخصیت‌های اصلی رمان‌های پیشین بوده و پس از اتفاقات رمان قبلی و بلاهایی که در نارنیا بخاطر اخلاق و رفتار زننده‌اش سرش آمد، اکنون متحول شده و به پسر خوش‌رفتاری تبدیل شده‌است.
پادِل‌گِلوم – مرداب-جُنبَک بدبینی که جیل و یوستاس را در مأموریت‌شان همراهی و راهنمایی می‌کند. او راه‌بلدشان بوده و اغلب در نقش صدای وجدان و ندای منطق داستان عمل می‌نماید.
بانوی سبزجامه – حکمران دنیای‌زیرین که با گروگان گرفتن و افسون کردن جانشین برحق تاج‌وتخت نارنیا، تلاش در فتح و تسلط بر این سرزمین می‌کند.
شاهزاده ریلیان – جانشین پادشاهی نارنیا که به مدت یک دهه توسط بانوی سبزجامه در دنیای‌زیرین به اسارت گرفته شده بود.
اصلان – شیر بزرگ و باشکوهی که نارنیا را به‌وجود آورده‌ست. او تنها شخصیتی است که در تمامی داستان حضور دارد.
گلیمفِدِر(پَرچراغی) – جغد بزرگ‌جثه و سخنگویی که شاهد رسیدن جیل و یوستاس از سوی کشور شرقی اصلان بود. او با آوردن کودکان به شورای جغدها، هم سرگذشت و گم‌شدن ریلیان را برایشان شرح می‌دهد و هم کمک‌شان می‌کند تا به نزد راه‌بلدی همچون پادل‌گلوم برای یافتن ریلیان بروند. نوع سخن‌وری وی عموما بر وزن آوایی "نام‌آوا"ی جغدها؛ هو-هوو! می‌باشد. مانند این نقل‌قول از کتاب:«شما دوتا دارین یه چیز جادو. دیدم که اومدین، سوار بادو!».

## اقتباسات و الهامات
شبکه‌ی بی‌بی‌سی داستان کتاب را در سریالی تلویزیونی ساخته ۱۹۹۰ اقتباس کرد. این چهارمین و آخرین اقتباس تلویزیونی بی‌بی‌سی از کتاب‌های نارنیا بود. 
در یکم اکتبر ۲۰۱۳، کمپانی سی. اس. لوئیس خبر از انعقاد قراردادی با شرکت فیلم‌سازی مارک گوردون داد تا به‌طور مشترک تهیه و تولید فیلم سرگذشت نارنیا: صندلی نقره‌ای را برعهده گیرند و موازی با روند چاپ اولیه کتاب‌ها(درمقابل اصرارهای کمپانی والدن مدیا که مصمم بود تا خواهرزاده جادوگر به‌عنوان فیلم چهارم ساخته‌شود)، انتشار فیلم‌ها را نیز پیش ببرند. قرار بر این بود که مارک گوردون و داگلاس گِرِشام به‌همراه رئیس شعبه لس‌آنجلس کمپانی لوئیس، وینسنت سیِبر تهیه‌کنندگان فیلم بوده و درکنار هم فیلم‌نامه اولیه را نیز توسعه دهند. در ۵ دسامبر ۲۰۱۳ نیز اعلام شد که فیلمنامه نهایی توسط دیوید مگی نوشته خواهدشد. ۳ سال بعد در ژانویه ۲۰۱۶ گوردون اعلام کرد که این فیلم به‌عنوان "بازراه‌اندازی" مجموعه عمل می‌کند اما سپس اعلام شد که سونی پیکچرز و اینترتینمنت وان هزینه تولید فیلم چهارم را با مشارکت هر دو کمپانی سی. اس. لوئیس و مارک گوردون، می‌پردازند. در ۷ آوریل ۲۰۱۷ اعلام شد که جو جانستون کارگران این فیلم خواهدبود.
بند موسیقی Silverchair نام خود را با الهام‌گیری از این کتاب انتخاب کرده‌اند.

## یادداشت
1. ↑  پادشاه کاسپین دهم اکنون پیرمردی سالخورده شده‌است اما هردوی این داستان‌ها در سال ۱۹۴۲ اتفاق می‌افتد. دست‌نوشته‌ای از لوئیس با نام "طرح کلی تاریخ نارنیا" وجود دارد که اتفاقات اساسی نارنیا را همزمان با حوادث موازی با آن‌ها در انگستان تاریخ‌گذاری و فهرست کرده است. از زمان مرگ لوئیس این دست‌خط در کتب مربوط به نارنیا چاپ شده و عموما قابل استناد و معتبر قلمداد می‌شود.